# تومي مادن (لاعب كرة قدم)
تومي مادن (بالإنجليزية: Tommy Madden)‏ هو لاعب كرة قدم أمريكي في مركز الوسط، ولد في 23 أبريل 1997 في بالتيمور في الولايات المتحدة. لعب مع نيو مكسيكو يونايتد.